# Кушата
Кушата́ (каз. Кушата) — село у складі Кентауської міської адміністрації Туркестанської області Казахстану. Входить до складу Карнацького сільського округ.
Населення — 1189 осіб (2021; 1457 у 2009, 1102 у 1999, 640 у 1989).